# Joseph Wirth
Pour les articles homonymes, voir Wirth.
Joseph Wirth est un homme d'État allemand, né le 6 septembre 1879 à Fribourg-en-Brisgau où il est mort le 3 janvier 1956.
Il est chancelier du Reich sous la république de Weimar. À ce poste, il cherche à respecter les conditions du traité de Versailles pour en démontrer l'infaisabilité, ce qui lui attire les foudres des cercles de droite. Avec son ministre des Affaires étrangères Walther Rathenau, il parvient à briser l'isolement diplomatique de l'Allemagne en signant les accords de Rapallo en 1922.
Opposant à la politique militariste de Adolf Hitler, il préfère s'exiler.

## Biographie

### Jeunesse
Joseph Wirth naît le 6 septembre 1879 à Fribourg-en-Brisgau, le berceau de la famille. Il est le fils de Karl Anton Wirth et d'Agathe Zeller,. Le père est contremaître à la maison d'édition Herder et arrondit ses fins de mois en travaillant épisodiquement comme cocher (le grand-père de Wirth, Adam, était cocher à Fribourg). La famille est modeste mais le père parvient à payer des études à ses trois fils. Karl Anton Wirth est impliqué dans la vie politique locale. Membre du Katholische Volkspartei puis du Zentrum, il siège au conseil communal de Fribourg.
Après avoir eu son baccalauréat, il commence des études d'économie sociale et de mathématiques à l'université de Fribourg-en-Brisgau. Il obtient son doctorat en mathématiques en 1906. En 1908, il occupe un poste de professeur au Realgymnasium de la ville. L'année suivante, il est l'un des fondateurs du Vinzenzverein, une organisation caritative catholique pour aider les démunis.

### Entrée en politique
C'est à cette époque qu'il entre au Zentrum qu'il représente dès 1912 au conseil municipal de la ville. En 1913, il trouve un siège à la Chambre de Bade puis est élu député au Reichstag l'année suivante. Lorsque la Première Guerre mondiale éclate, il s'engage comme volontaire mais est reformé à cause de problèmes cardiaques. Il s'engage alors à la Croix-Rouge et part pour le front de l'ouest comme infirmier.
Joseph Wirth salue la révolution de novembre 1918 bien qu'il ait soutenu encore l'année précédente la politique de Burgfrieden du chancelier Theobald von Bethmann Hollweg. Il est nommé ministre des Finances de Bade et participe aux négociations du traité de Versailles, en tant que directeur de l'agence de presse Telegraphen Korrespondantz Bureau, fleuron de l'Empire austro-hongrois, qui est scindé en deux parties après la Première Guerre mondiale. Le 17 décembre 1919, dûment mandaté par la chancellerie d'État, il conclut avec les agences de presse Havas et Reuter un accord de dix ans, qui réduit les prérogatives du Telegraphen Korrespondantz Bureau. Après l'assassinat de Matthias Erzberger, le chancelier Hermann Müller l'appelle au poste de ministre des Finances. Au sein du cabinet Fehrenbach, Wirth se consacre alors aux questions du paiement des réparations. Lorsque le cabinet Fehrenbach démissionne à la suite de l'ultimatum de Londres enjoignant à l'Allemagne d'accepter le plan des réparations, Joseph Wirth obtient le poste de chancelier.

### Chancelier du Reich

#### Premier cabinet
Le 10 mai 1921, il entre en fonction et reste jusqu'à aujourd'hui, le plus jeune chancelier élu. Dans les premiers temps de son mandat, il garde ses prérogatives de ministre des Finances. Son gouvernement s'appuie sur la coalition de Weimar composée du SPD, du Zentrum et du DDP. Le cabinet Wirth I se décide rapidement à accepter l'ultimatum de Londres pour démontrer l'impossibilité de satisfaire aux exigences qu'il contient. Wirth compte alors sur le dépassement complet des capacités économiques du pays et ainsi permettre une révision des réparations. Les cercles de droite se mettent alors à attaquer sa politique d'exécution du traité de Versailles.
Le 20 mars 1921, un référendum est organisé en Silésie supérieure pour décider du maintien ou non du territoire dans l'Allemagne. 60 % des votants se prononcent pour le oui. Le conseil de la Société des Nations décide alors, comme le laissait entendre le traité de Versailles, de diviser la région fortement industrialisée entre l'Allemagne et la Pologne. Joseph Wirth démissionne alors pour protester contre la cession de la Haute-Silésie à la Pologne qu'il considère comme étant contraire au droit des peuples à disposer d'eux-mêmes.

#### Second cabinet

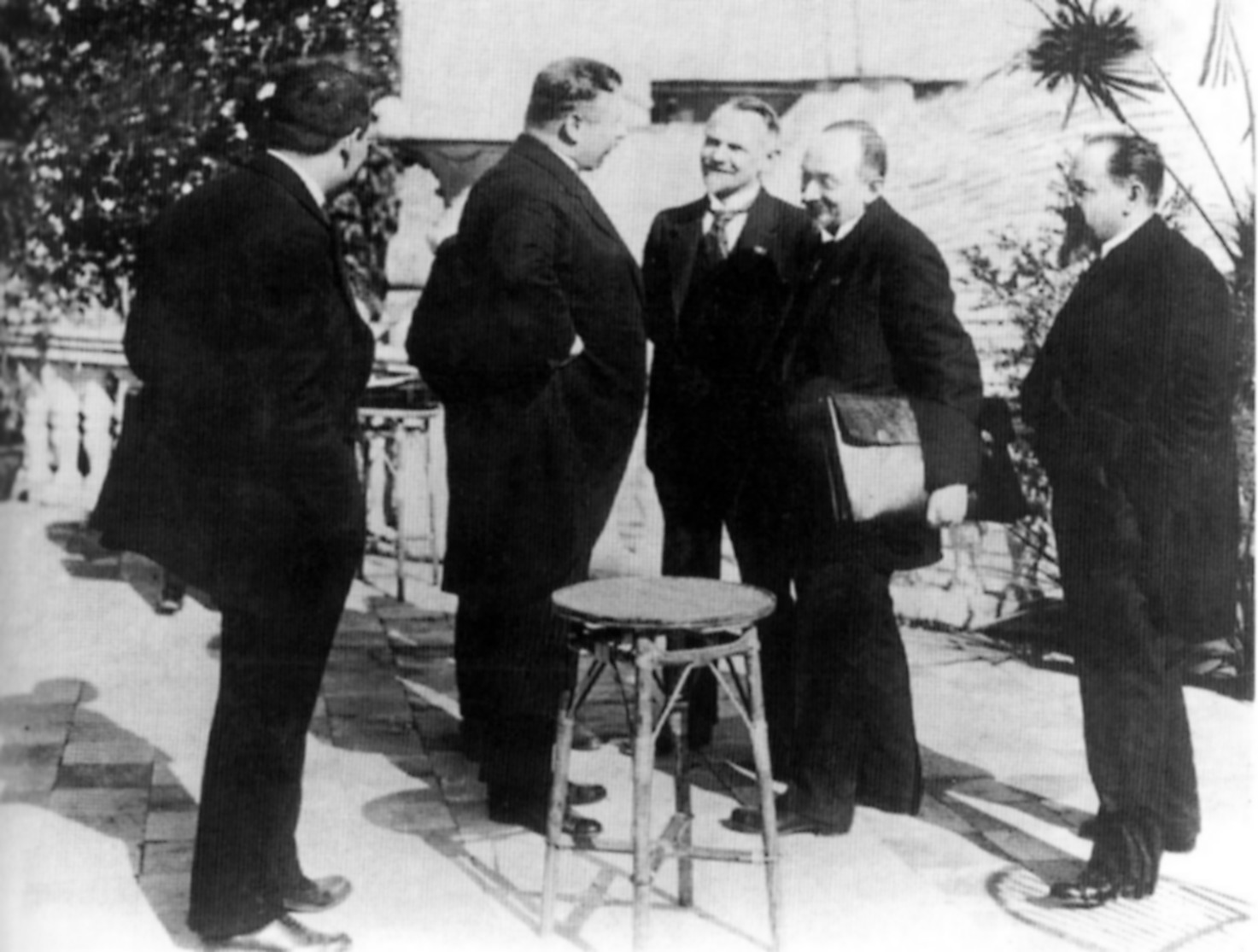
Joseph Wirth à Rapallo.

Le président Friedrich Ebert demande à Wirth de reformer un gouvernement. Le cabinet Wirth II se remet au travail en octobre 1921. Le changement personnel le plus marquant qu'opère Wirth se situe au niveau de la politique étrangère. Le ministre Friedrich Rosen - après que Wirth a occupé brièvement le poste - est remplacé par Walther Rathenau. En avril 1922, une délégation allemande menée par Wirth et Rathenau prend part pour la première fois comme membre à part entière à la conférence économique mondiale de Gènes. Sur l'initiative de Rathenau et à la surprise de tous, le traité de Rapallo est signé le 16 avril. La république socialiste fédérative soviétique de Russie et l'Allemagne reconnaissent mutuellement sur le plan du droit international et renoncent aux paiements des réparations. L'Allemagne retrouve alors une partie de sa souveraineté. Toutefois, la haine des extrêmes de droite de s'atténue pas : Walther Rathenau est assassiné le 24 juin 1922. Le lendemain, Wirth monte à la tribune du Reichstag et prononce ces mots en montrant la partie droite de l'assemblée : « C'est là qu'est l'ennemi qui instille son venin dans les plaies du peuple. C'est là qu'est l'ennemi - et il n'y a pas de doute là-dessus : cet ennemi est à droite ! ».
Lorsqu'il tient un discours le 11 juillet pour que le Reichstag adopte la loi de protection de la république, il évoque un brûlot du député national-allemand Wilhelm Henning (de) où ce dernier clame que l'honneur allemand est perdu depuis qu'il a été dans les mains d'un Juif en évoquant Rathenau. Wirth ne comprend pas que des calomnies pareilles puissent être propagées par le député et que le parti national-allemand n'aie pas le courage de se séparer de tels membres.
Sa tentative en novembre 1922 de réunir toutes les forces démocratiques du SPD au DVP au sein d'une coalition échoue. Wirth démissionne.

### Fin de carrière et exil
Dans les années qui suivent, l'ancien chancelier se consacre à l'organisation de protection de la république Reichsbanner Schwarz-Rot-Gold. Il publie la revue Deutsche Republik tout en restant député. En août 1925, le Zentrum fait partie pour la première fois d'une coalition avec le parti conservateur DNVP au sein du cabinet Luther. Wirth quitte alors l'assemblée. Hermann Müller fait appel à lui pour le poste de ministre des Territoires occupés et devient ensuite ministre de l'Intérieur durant le gouvernement de Heinrich Brüning. En 1931, après que le président Hindenbourg qui le trouve trop orienté à gauche le lui demande, Joseph Wirth quitte le gouvernement.
Il rejette la loi des pleins pouvoirs de mars 1933 mais doit suivre la consigne de son parti et vote pour le 24 mars 1933. Il décide alors de quitter l'Allemagne et l'idéologie national-socialiste qui s'y déploie et émigre en Suisse. Il achète alors une villa à Lucerne et entreprend plusieurs voyages en France et en Grande-Bretagne pour parlementer avec différents dirigeants politiques. Lors d'un voyage sur la côte est des États-Unis, il tient plusieurs conférences à l'université d'Harvard. Il y rencontre l'ancien chancelier Brüning, lui aussi exilé. À Princeton, il explique les méthodes du régime nazi. De 1935 à 1939, Wirth réside à Paris puis retourne à Lucerne. Il essaie de faire en sorte que le Vatican prenne position face à la politique antisémite allemande. Il est également en contact avec les mouvements de résistance du Solf-Kreis et du Cercle de Kreisau.

### Après la Seconde Guerre mondiale

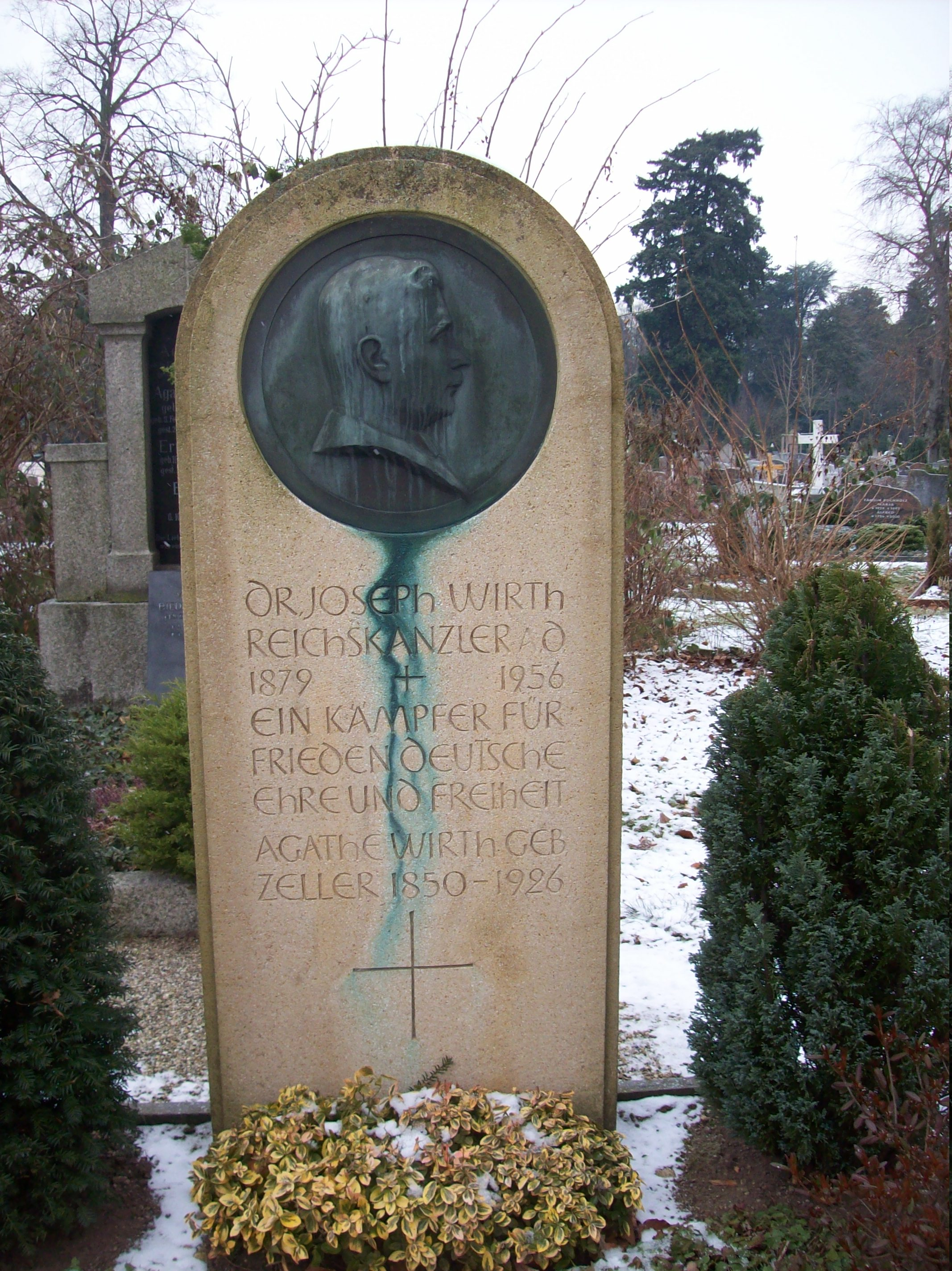
Tombe de Joseph Wirth au cimetière central de Fribourg

Joseph Wirth retourne en 1949 en Allemagne. Il s'oppose à la politique de Konrad Adenauer qui entérine la division de l'Allemagne et fonde par conséquent, en collaboration avec Wilhelm Elfes (de) et à l'initiative de la SED, la « Ligue des Allemands pour l'unité, la paix et la liberté » (BdD) ainsi que la Deutsche Volkszeitung (le Journal du peuple allemand) où il s'oppose à l'entrée de l'Allemagne dans l'OTAN, plaidant pour une Allemagne neutre et réunifiée. Fidèle à ses convictions, il pense que la conciliation avec l'Union soviétique, dans la droite ligne de Rapallo, est la voie à suivre, même s'il n'approuve pas la politique du Kremlin où il se rend pour la première fois en 1951.
En 1954, il reçoit la médaille de la paix de la RDA et en 1955 le prix Staline de la paix. En raison de ses relations avec l'Allemagne de l'Est, le gouvernement de Bonn refuse de lui payer une retraite alors que d'anciens chanceliers comme Brüning ou Luther en perçoivent une, mais il reçoit une petite subvention du gouvernement de Pankow. Dans le dossier de la CIA The background of Joseph Wirth, on assure qu'il travaillait comme agent soviétique.
Il meurt d'une crise cardiaque à Fribourg en 1956.

### En allemand
- (de) Ulrike Hörster-Philipps, Joseph Wirth 1879-1956 : eine politische Biographie, F. Schöningh, 1998, 941 p. (ISBN 978-3-506-79987-6).
- (de) Heinrich Küppers, Joseph Wirth : Parlamentarier, Minister und Kanzler der Weimarer Republik, Stuttgart, Franz Steiner Verlag, 1997, 356 p. (ISBN 3-515-07012-5, lire en ligne).
- (de) Bernd Braun, Die Reichskanzler der Weimarer Republik. Zwölf Lebensläufe in Bildern, Dusseldorf, Droste, 2011, 502 p. (ISBN 978-3-7700-5308-7).
- (de) Ulrike Schlie, Altreichskanzler Joseph Wirth im Luzerner Exil (1939–1948) In: Exilforschung 15, Dusseldorf, 1997.